# Alfonso Mendes
Alfonso Mendes o Mendez (Évora, 1579 – Goa, 29 giugno 1659) è stato un patriarca cattolico e gesuita portoghese, ultimo patriarca d'Etiopia.

## Biografia
Nato nel 1579 o nel 1582, a Évora o Santo Aleixo, entrò nella Compagnia di Gesù nel 1593.
Il 19 dicembre 1622 fu nominato patriarca d'Etiopia. Ricevette la consacrazione episcopale il 12 marzo 1623 da Fernando Martins Mascarenhas, vescovo di Faro, nella chiesa di San Rocco di Lisbona.
Nel 1626 il negus Susenyos I gli giurò obbedienza al vescovo di Roma. Dopo anni, il nuovo negus anti-cattolico Fasiladàs lo relegò nella regione dei Tigrè; lì, Giovanni Haccai lo consegnò ai turchi di Massaua. Nel 1635 riuscì a raggiungere Goa, dove rimase fino alla morte occorsa nel 1659. La fine formale del suo patriarcato è riferita al 1636.

## Genealogia episcopale
La genealogia episcopale è:
- Arcivescovo Miguel de Castro
- Vescovo Fernando Martins Mascarenhas
- Patriarca Alfonso Mendes, S.I.